# Спортска дворана Префектуре Хокаидо
Спортска дворана Префектуре Хокаидо (јап. 北海道立総合体育センター) је вишенаменска дворана у Сапору, Јапан. Дворана је грађена између октобра 1996. и септембра 1999. године. Број фиксних седећих места 8.000.
У дворани се најчешће одржавају спортски догађаји и концерти.
У августу 2006. године у дворани су игране утакмице групе Д Светског првенства у кошарци у којој су се такмичиле репрезентације Италије, Кине, Порторика, Сенегала, Сједињених Америчких Држава и Словеније. У октобру и новембру исте године је угостила групу Б светског првенства у одбојци за жене у којој су се такмичиле репрезентације Азербејџана, Доминиканске републике, Кине, Мексика, Немачке и Русије. 
У новембру 2011. године у овој дворани су игране неке од утакмица светског купа у одбојци за жене. Пре светског лупа 2011. дворана је била домаћин светског купа за жене 3 пута и светског купа за мушкарце два пута.